# Попов, Евгений Александрович
Евге́ний Алекса́ндрович Попо́в (род. 18 сентября 1984, Пенза) — российский шоссейный велогонщик. В период 2005—2010 успешно выступал в гонках континентального тура, в составе таких клубов как «Рабобанк», «Катюша» и «Итера-Катюша» неоднократно становился победителем и призёром всероссийских и международных соревнований. Представлял Пензенскую область, мастер спорта международного класса, спортивный директор команды «Итера-Катюша».
Ныне — тренер команды Мирового тура КАТЮША.

## Биография
Евгений Попов родился 18 сентября 1984 года в Пензе. Активно заниматься велоспортом начал в раннем детстве 9 лет, проходил подготовку в местной детско-юношеской спортивной школе, у тренера Егоровой В. П. А
в разное время тренировался под руководством таких специалистов как В. К. Матвеев, Г. Ф. Ерошкин, Ю. М. Двинин, Н. Г. Морозов. Состоял в спортивном клубе Вооружённых сил Российской Федерации.
Первого серьёзного успеха в шоссейном велоспорте добился в 2003 году, когда завоевал бронзовую медаль в групповой гонке на Военных Играх Мира (Military World Games) в Италии. Два года спустя в той же дисциплине выиграл серебро на молодёжном чемпионате России, на соревнованиях в Польше Military World Championship стал чемпионом мира среди военнослужащих, одержал победу на стартовом этапе многодневной гонки «Пять колец Москвы» и на третьем этапе «Триптик дес Баррагес» в Бельгии, тогда как на Чемпионате мира в возрастной категории 19-22, в Мадриде пришёл к финишу третьим.
В 2006 году Попов подписал контракт с континентальным фарм-клубом голландской команды «Рабобанк», после чего успешно выступил на нескольких престижных гонках в Нидерландах, в том числе победил в однодневном заезде Omloop der Kempen, стал вторым в гонке Ronde van Nord-Holland, дважды попал в число призёров на многодневном «Туре Голландии». Кроме того, съездил на соревнования в Италию, где, в частности, занял третье место на втором этапе Settimana Ciclistica Lombarda. Сезоны 2007 и 2008 годов вновь провёл на дорогах Европы, дважды был призёром «Тура Нормандии», финишировал третьим на стартовом этапе гонки Wielerweekend Zeeuws-Vlaanderen, взял серебро на втором этапе Cinturó de l’Empordà в Испании.
Начиная с 2009 года представлял континентальный фарм-клуб «Катюши» Katyusha Continental, а позже присоединился к созданной на его основе команде «Итера-Катюша». В этот период успешно выступил в парной гонке «Дуо Норман», где вместе с соотечественником Александром Порсевым стал бронзовым призёром. Также попал в число призёров на отдельных этапах «Тура Нормандии» и «Сиркуито Монтаньес». В 2010 году запомнился выступлением в многодневной гонке Driedaagse van West-Vlaanderen в Бельгии — наилучший результат показал на втором и третьем этапах, когда финишировал девятым.
В 2011 году Евгений Попов принял решение завершить карьеру профессионального спортсмена, но при этом продолжил работать в команде «Итера-Катюша» в качестве спортивного директора.
2011—2014 годах работал спортивным директором Российской континентальной команды Итера-Катюша, где под его руководством командой были одержаны победы и призовые места на Всероссийских соревнованиях, Чемпионатах России и международной арене.
2015 - 2019 работал в качестве тренера в команде Мирового тура КАТЮША (Team KATUSHA/ Team Katusha Alpecin)
С 2020 - начал работать в Российской команде Gazprom RusVelo, в роли спортивного директора.